# Futbol Club Jove Espanyol San Vicent

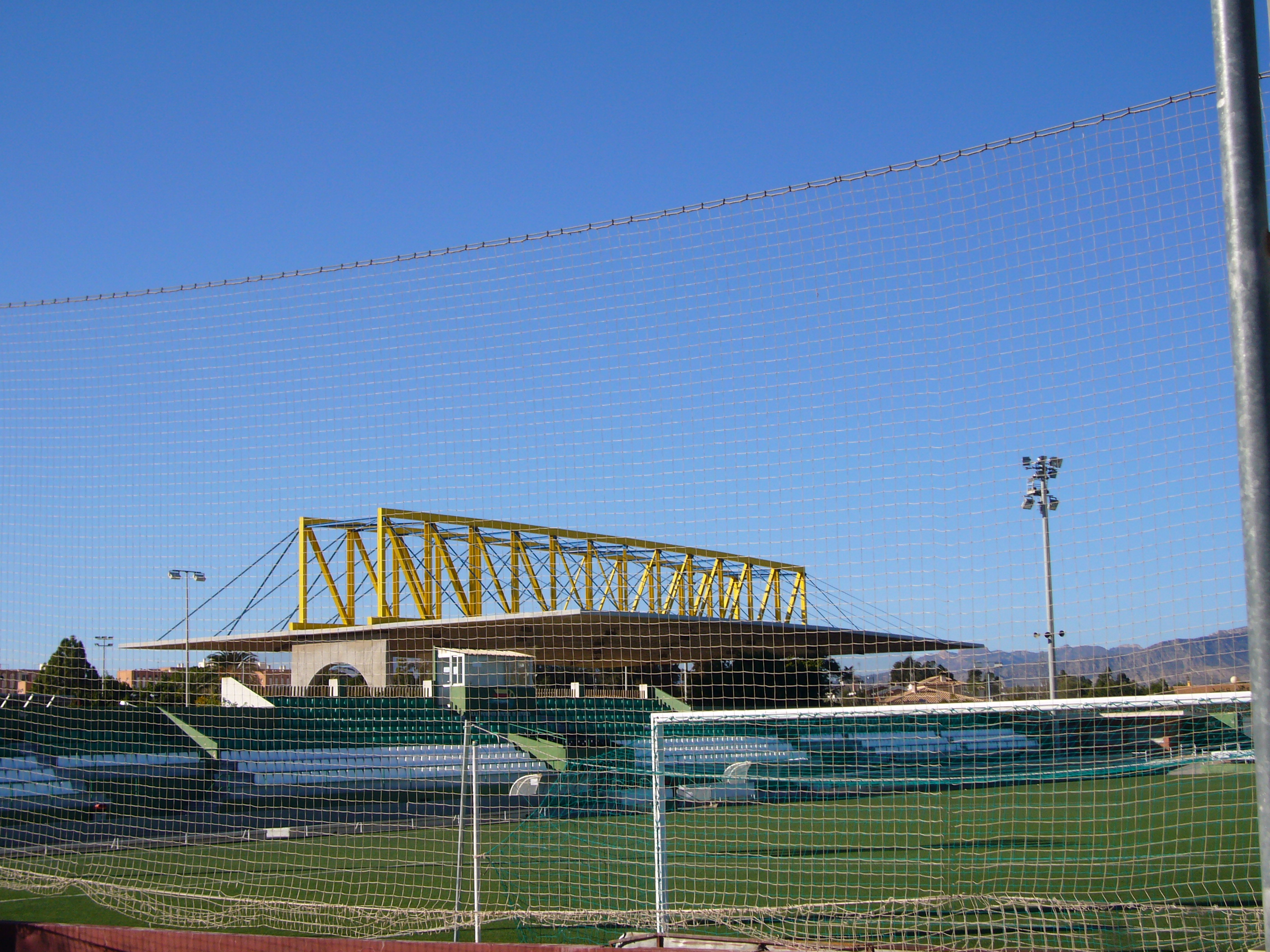
Ciutat Esportiva a San Vicent del Raspeig

El Futbol Club Jove Espanyol San Vicent (oficialment Futbol Club Jove Español San Vicente), conegut comunament com a Jove Español, és un equip de futbol professional valencià amb seu a Sant Vicent del Raspeig, al País Valencià. Fundat l'any 2004 juga a Tercera Federació, i celebra els partits a casa a la  Ciutat Esportiva de San Vicent del Raspeig, que té una capacitat de 2.500 localitats.

## Història
El Jove Espanyol San Vicent es va fundar l'any 2004, després de la fusió de tres equips de la ciutat de Sant Vicent del Raspeig: el CD Jove Raspeig, CD Español de San Vicente i el FC Cosmos San Vicente. Va arribar a Tercera Divisió dos anys més tard, on va romandre diverses temporades consecutives.
Va actuar com a equip filial de l'Hèrcules CF diverses vegades, l'última començant el 2013 i acabant el 2014.

## Temporada a temporada[calcitació]
| Temporada | Nivell | Divisió    | Lloc    | Copa del Rei |
| --------- | ------ | ---------- | ------- | ------------ |
| 2004–05   | 5      | Reg. Pref. | 11è     |              |
| 2005–06   | 5      | Reg. Pref. | 1r      |              |
| 2006–07   | 4      | 3a         | 16è     |              |
| 2007–08   | 4      | 3a         | 10è     |              |
| 2008–09   | 4      | 3a         | 13è     |              |
| 2009–10   | 4      | 3a         | 14è     |              |
| 2010–11   | 4      | 3a         | 13è     |              |
| 2011–12   | 4      | 3a         | 10è     |              |
| 2012–13   | 4      | 3a         | 13è     |              |
| 2013–14   | 4      | 3a         | 12è     | N/A          |
| 2014–15   | 4      | 3a         | 16è     |              |
| 2015–16   | 4      | 3a         | 18è     |              |
| 2016–17   | 5      | Reg. Pref. | 9è      |              |
| 2017–18   | 5      | Reg. Pref. | 2n      |              |
| 2018–19   | 4      | 3a         | 7è      |              |
| 2019–20   | 4      | 3a         | 11è     |              |
| 2020–21   | 4      | 3a         | 6è / 5è |              |
| 2021–22   | 5      | 3a RFEF    | 14è     |              |
| 2022–23   | 5      | 3a Fed.    | 14è     |              |
| 2023–24   | 5      | 3a Fed.    | 2n      |              |

| Temporada | Nivell | Divisió | Lloc | Copa del Rei  |
| --------- | ------ | ------- | ---- | ------------- |
| 2024–25   | 5      | 3a Fed. | 13è  | Primera ronda |

- 13 temporades a Tercera Divisió
- 4 temporades a Tercera Federació/Tercera Divisió RFEF

Notes
1. ↑  Equip filial de l'Hèrcules CF.